# جورج ماير (دبلوماسي)
جورج ماير (بالإنجليزية: George von Lengerke Meyer)‏ (و. 1858 – 1918 م) هو دبلوماسي، وسياسي، وشخصية أعمال أمريكي، ولد في بوسطن، كان عضوًا في الحزب الجمهوري، توفي في بوسطن، عن عمر يناهز 60 عاماً.

## مناصب
تولى منصب عضو مجلس نواب ماساتشوستس
- سفير

.

## التعليم
تعلم في جامعة هارفارد
.